# Ophiochaeta crinita
Ophiochaeta crinita är en ormstjärneart som beskrevs av Cherbonnier och Guille. Ophiochaeta crinita ingår i släktet Ophiochaeta och familjen Ophiodermatidae.
Artens utbredningsområde är Madagaskar. Inga underarter finns listade i Catalogue of Life.